# Peribaea gibbicornis
Peribaea gibbicornis är en tvåvingeart som först beskrevs av Louis-Paul Mesnil 1954.  Peribaea gibbicornis ingår i släktet Peribaea och familjen parasitflugor.
Artens utbredningsområde är Kongo. Inga underarter finns listade i Catalogue of Life.